# Квициниа, Леварса Бидович
Леварса Бидович Квици́ниа (31 декабря 1912, с. Атара, ныне Очамчирского района Абхазии — июнь 1941, около Белостока) — абхазский советский поэт, переводчик.

## Биография
Родился 31 декабря 1912 года в селе Атара (ныне Очамчирского района Абхазии) в крестьянской семье.
Окончил сельскую начальную школу, затем уехал в Сухум, где обучался в абхазской школе-интернате им. Н. А. Лакоба. После её окончания поступил в Закавказский педагогический институт. Окончив институт, вернулся в Сухум, где работал в Абхазском государственном издательстве и в редакции газеты «Апсны капш» («Красная Абхазия»). С 1932 года — член ВКП(б).
В 1934 году поступил в Литературный институт имени М. Горького в Москве. Среди его институтских друзей были поэты К. Симонов, М. Алигер, Е. Долматовский. В 1937 году окончил институт. В 1938—1939 годах был председателем Союза писателей Абхазской АССР.
В 1939 году был призван в ряды Красной армии. Служил в кавалерийском подразделении рядом с границей в местечке Цехановец около города Белосток (ныне Польша). Погиб в первые дни Великой Отечественной войны, сражаясь в составе пограничного отряда против фашистских захватчиков.

## Творчество
Дебютировал в 1928 году. Свои первые стихи опубликовал в сборнике «Созвездие» (приложение к газете «Апсны капш»). Автор сборников стихов, поэм. На определённом этапе творчества подражал поэтике В. В. Маяковского. Основная тема творчества поэта — борьба нового со старым, отживающим, преодоление в острой борьбе «извечных законов гор», становление социализма в Абхазии. Многие его произведения проникнуты любовью к абхазской природе. В своих произведениях Леварса Квициниа совершенствовал и обогащал ритмику и поэтику абхазского стиха.
Занимался поэтическими переводами из русской и грузинской литературы. Ряд произведений Квициниа переведён на русский и грузинский языки.
Рукописи Квициниа, предположительно, были утрачены во время грузино-абхазской войны 1992—1993 годов.

## Избранная библиография
- Сборники стихов «Страна растет» (1932) и «Хорошее время» (1935).
- поэмы:
  - «Ткварчелстрой» (1928),
  - «Ленин» (1928),
  - «Миллионы голосов» (1928),
  - «Комсомол» (1928),
  - «Шаризан» (1933),
  - «Даур» (1936)
- стихотворения:
  - 4-е марта
  - Бригадир Арсана
  - В горах
  - Апсны
  - Водопад
  - Моя апхярца
  - «Ты хлопотливо бродишь по двору…»
  - Гагра
  - Горы
  - Весна
  - Песня о Хабидже
  - Пушкин
  - Мой Сталин и др.

## Память
В честь Леварсы Квициниа была названа улица в Тхубунском районе Сухума. Имя Квициниа носит школа, в которой он учился.